# Důl Jan Maria
Důl Jan Maria je zaniklý černouhelný důl v oblasti Hranečníku ve Slezské Ostravě. Po bývalé šachtě zbylo několik památkově chráněných budov.

## Historie
Důl byl založen v roce 1852 Johannem Maria Wilczkem, po kterém také dostal svůj název. Důl vznikl prohloubením kutacích jam číslo IV a I (sv. Anna) a postupem let se stal významným zdrojem černého uhlí a zaměstnavatelem horníků. Těžba během prvního desetiletí utěšeně rostla, také díky instalaci parního stroje a klecí. Vzhledem k masivnímu výskytu metanu muselo být výdušné oddělení jámy hluboké kolem 160 metrů opatřeno ventilátorem. Postup do hloubky a rozfárání důlního pole si vyžádalo v r. 1875 vyhloubení třetí a poslední jámy v lokalitě - větrní (definitivní hloubka 222 m).
První opravdu zásadní modernizací prošla šachta na Hranečníku v letech 1899 až 1909. Těžní jámu vyzdili a rozšířili na širší profil. Nad ní smontovali 32 metrů vysokou ocelovou těžní věž (1904). Důkazem technického pokroku se stal parní těžní stroj o výkonu 800 koní. Jako dominanta se nad areálem tyčil 50 m vysoký komín kotelny. Další rekonstrukci (1914-1915) narušilo vypuknutí 1. světové války. Těžaři stihli aspoň stavbu provozní a správní budovy s lampovnou, záchrannou stanicí, ordinací lékaře a kanceláří pro úředníky a dozorce. Díky těmto opatřením se zvýšila těžba ze zhruba 70 - 80 000 tun ročně až na 150 000 tun během válečných let. V roce 1928 dosáhla hlavní jáma konečné hloubky 453 metrů. V blízkosti dolu vyrostla osada Hranečník, kterou obývalo zhruba tisíc lidí.
Obecně se dá říci, že Wilczkovy doly, se slojemi vesměs nižších mocností a ve větších hloubkách, měly nízkou rentabilitu těžby. Po smrti starého hraběte Jana Nepomuka pokračoval v jeho díle syn Hans. Nic ale nezměnil na faktu, že Kamenouhelné doly a koksovna Jana Wilczka, ke kterým kromě dolu Jan Maria patřily také doly Trojice, Ema a Michálka, se ocitly v roli okrajového těžířstva. Díky potřebám válečné mašinérie se ostravsko-karvinská uhelná pánev stala pro Třetí říši strategickým zdrojem paliva.
Definitivní konec podnikání hrabat Wilczků přineslo znárodnění těžkého průmyslu v roce 1945. O dva roky později se Důl Jan Maria v rámci státního podniku Ostravsko-karvinské kamenouhelné doly spojil se Zárubkem. V poválečném období horníci dotěžili uhelné zásoby, včetně pilířů. V roce 1963 dolování na Hranečníku skončilo. Po šachtě zůstala památkově chráněná budova strojovny (mylně označována za jámovou budovu) a správní budova. V rekonstruovaných prostorách se nachází hotel Jan Maria.